# Dew-Scented
I Dew-Scented sono stati un gruppo metal fondato a Braunschweig/Walsrode, Germania, nato nel 1992. Hanno pubblicato 12 album e sono stati sotto contratto con la Nuclear Blast. Il nome del gruppo era ispirato da Edgar Allan Poe.

## Storia del gruppo
Nati nel 1992, i Dew-Scented l'anno successivo pubblicano il loro primo demo Symbolization che frutta loro un contratto con la casa discografica Steamhammer/SPV per la pubblicazione del primo album Immortelle nel 1996.
Con i 2 album successivi, Innoscent e Inwards, usciti per la Grind Syndicate Media/NBR, i Dew-Scented varcano i confini della Germania per un tour europeo aprendo per gruppi come Overkill, Morbid Angel, Deicide, Six Feet Under, Amon Amarth, Dismember, Annihilator, Arch Enemy, Immortal, Death, Tankard e Vader e per una mini tournée in Giappone.
Nel 2002 esce Inwards, il primo album per la Nuclear Blast, che apre al gruppo molte porte a livello internazionale, viene commercializzato in tutto il mondo ed è il primo insieme allo "stregone del suono" Andy Classen e gli Stage One Studio. Inwards è stato eletto "miglior album del mese" in molte riviste del settore e fu supportato da un tour europeo di spalla ai Cannibal Corpse.
Impact (2003) continua il trend positivo e rafforza la posizione del gruppo come uno dei leader del metal estremo europeo ed è accompagnato dall'ennesimo tour europeo, questa volta con Nile e Misery Index seguito da partecipazioni ai più famosi festival europei come Wacken, Tuska, Furyfest, Metalcamp, Earthshaker e Summer Breeze.
Nello stesso anno entrano stabilmente nel gruppo Alexander Pahl (in sostituzione di Patrick Heims), e Marvin Vriesde (che rimpiazza Florian Müller).

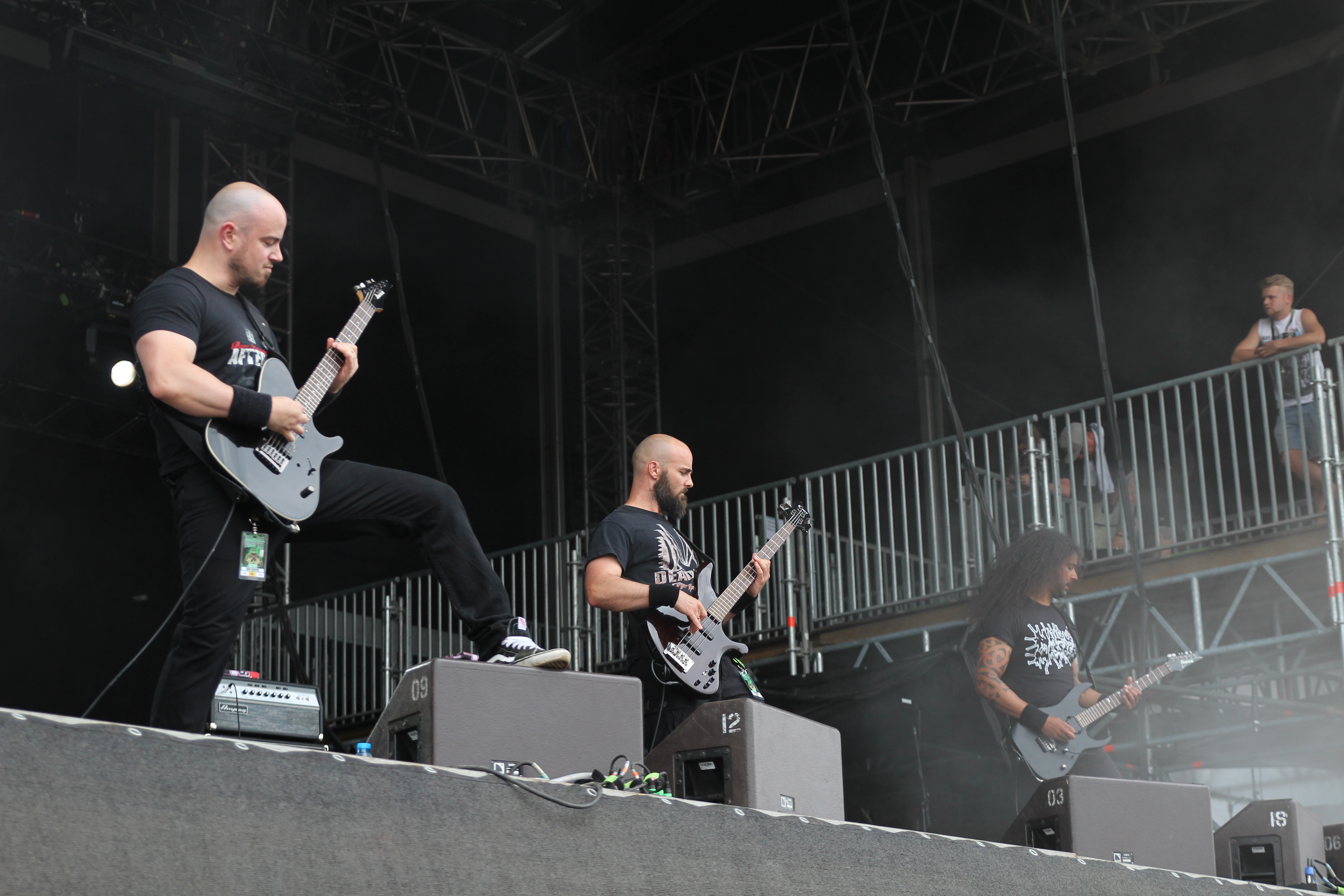
Il gruppo al With Full Force 2014

Issue VI lascia inalterato il tipico sound del gruppo e viene pubblicata anche un'edizione speciale, con il video di Turn To Ash e 17 canzoni live. L'album viene seguito da un tour in Giappone (con High on Fire e Misery Signals), uno in Europa di supporto ai Nevermore e dal primo tour coast-to-coast negli Stati Uniti insieme a Vader e Decapitated.
Con Florian Müller di nuovo al suo posto i Dew-Scented hanno registrato il loro nuovo album nei Backstage Studios in Inghilterra con il produttore Andy Sneap. Si chiamerà Incinerate e uscirà nella prima metà del 2007 ancora per la Nuclear Blast.
In un post su Facebook risalente al 17 maggio 2018, il gruppo ha dichiarato lo scioglimento a causa degli impegni personali dei rispettivi membri, terminando la propria attività con alcuni concerti finali in Germania.

## Formazione

### Ultima
- Leif Jensen - voce (1992-2018)
- Marvin Vriesde - chitarra (2008, 2012-2018; come turnista nel 1996, 2002 e 2005)
- Joost van der Graaf - basso (2012-2018)
- Rory Hansen - chitarra (2012-2018)
- Marc Dzierzon - batteria (2017-2018)

### Ex componenti
- Patrick Heims - basso (1992-2001)
- Tarek Stinshoff - voce (1992-1997)
- Jörg Szittnick - chitarra (1992-1997)
- Ralf Klein - chitarra (1992-2000)
- Florian Müller - chitarra (1996-2008)
- Uwe Werning - batteria (1997-2008; come turnista nel 2016)
- Hendrik Bache - chitarra (2001-2008)
- Alexander Pahl - basso (2002-2011)
- Andreas Jechow - batteria (2007)
- Marc-Andrée Dieken - batteria (2008-2012)
- Martin Walczak - chitarra (2008-2010)
- Michael Borchers - chitarra solista (2008-2012)
- Koen Herfst - batteria (2012-2015)

### Turnisti
- Reno Kiilerich - batteria (2005)
- Michael Hankel - chitarra (2011)
- Michael van der Plicht - batteria (2015)

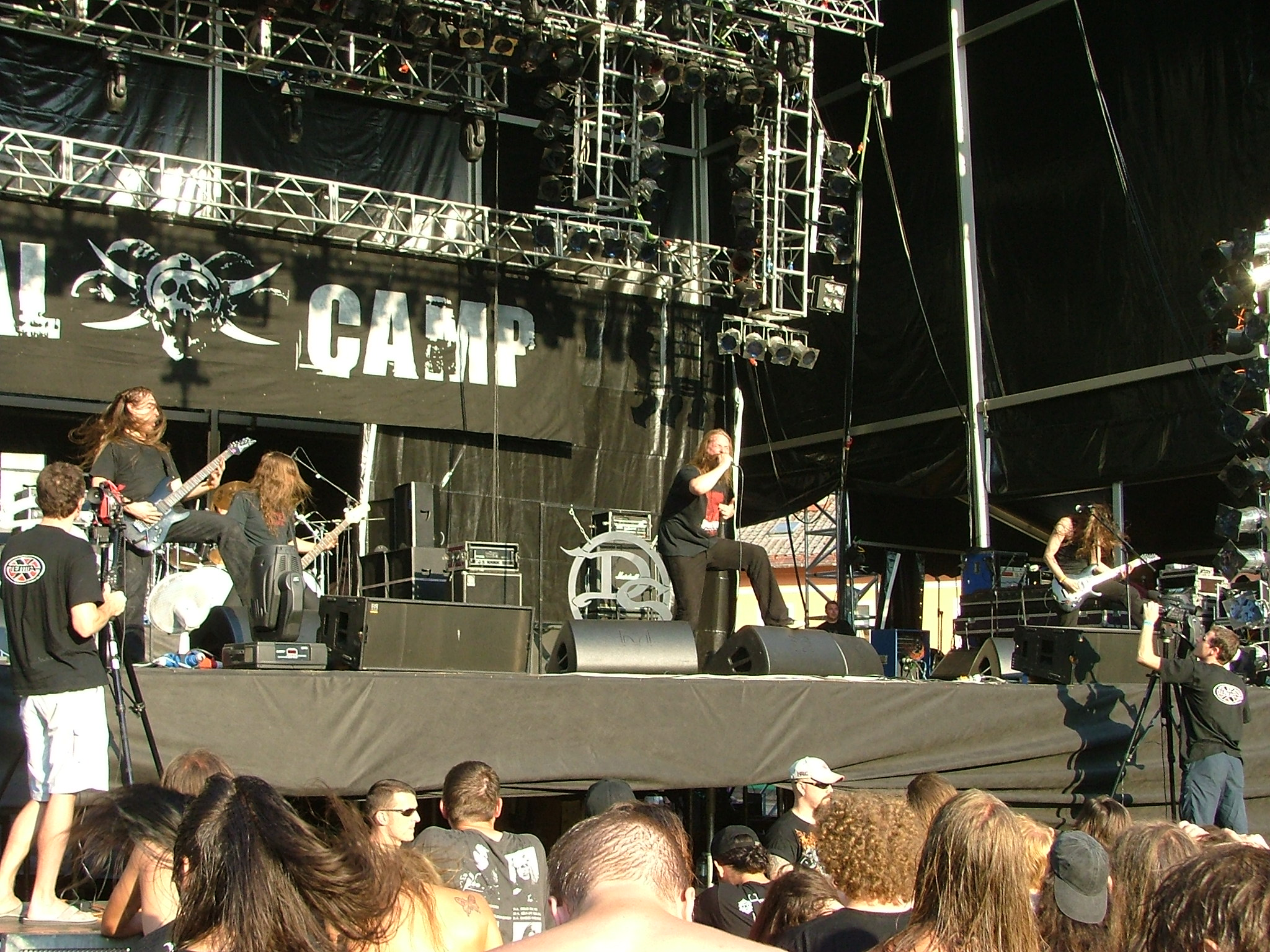
I Dew-Scented al Metal Camp del 2007

## Discografia
- 1993 - Symbolization
- 1996 - Immortelle
- 1998 - Innoscent
- 1999 - Ill-Natured
- 2002 - Inwards
- 2003 - Impact
- 2003 - Ill-Natured & Innoscent
- 2005 - Issue VI
- 2007 - Incinerate
- 2010 - Invocation
- 2012 - Icarus
- 2015 - Intermination